# Martin Bitijula Mahimba
Martin Bitijula Mahimba est un homme politique de la République démocratique du Congo, membre du Mouvement social pour le renouveau (MSR).
Depuis le 6 février 2007, il est ministre des Affaires sociales et de la Solidarité nationale dans le gouvernement d'Antoine Gizenga.